# Rotokopter
Rotokopter je zrakoplov teži od zraka koji se pokreće motorom, a u letu se održava reakcijom zraka na jednom ili više rotora. Dva moderna oblika rotokoptera jesu helikopter i žirokopter (poznat i kao autožir).